# 川添修平

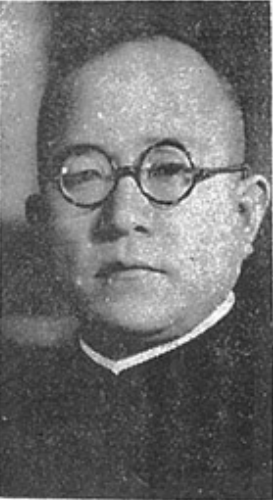
川添修平

川添 修平（かわぞえ しゅうへい、1897年（明治30年）8月2日 - 没年不明）は、大正から昭和時代前期の朝鮮総督府官僚、台湾総督府官僚、陸軍司政官。嘉義市尹、基隆市尹。

## 経歴・人物
宮崎県南那珂郡吾田村に生まれる。1917年（大正6年）宮崎県立宮崎中学校、1921年（大正10年）旧制第五高等学校を経て、1924年（大正13年）東京帝国大学法学部法律学科英法を卒業し、朝鮮総督府に奉職。翌年の1925年（大正14年）11月、一時退官し、東京日日新聞に入社。
同月、高等試験行政科に合格し、1929年（昭和4年）3月、台湾総督府に出仕。財務局税務課勤務、同年12月に警部を経て、1930年（昭和5年）1月に地方理事官に進み、澎湖庁庶務課長、同年12月に台南市助役、1931年（昭和6年）5月に台南州新営郡守、1932年（昭和7年）4月に台北市助役を経て、1933年（昭和8年）10月、嘉義市尹に就任した。ついで、1936年（昭和11年）10月、基隆市尹に転じ、1937年（昭和12年）専売局参事、澎湖庁長を経て、1942年（昭和17年）陸軍司政官に就任した。

## 栄典
位階
- 1930年（昭和5年）1月 - 従七位[3]
- 1931年（昭和6年）12月 - 正七位[3]
- 1934年（昭和9年）5月 - 従六位[3]
- 1936年（昭和11年）11月 - 正六位[3]